# 謝國樑罷免案
謝國樑罷免案（正式名稱為基隆市第十九屆市長謝國樑罷免案）是一項中華民國地方行政首長罷免活動，投票於2024年10月13日舉行，選舉人總數為31萬797人，總投票人數為15萬6,776人；最終結果為同意票數6萬9,934票，不同意票數8萬6,014票，無效票數828票，投票率為50.44%。由於不同意票數大於同意票數，因此罷免失敗，謝國樑續任基隆市市長，且不得再於剩餘任期內對其罷免。謝國樑是繼高雄市市長韓國瑜罷免案後，第二位被提起罷免程序的民選地方行政首長，亦為二級行政區（縣、市）首位被提案罷免的首長。據基隆市選委會的投票預算開支估計，是次罷免案約花費基隆納稅人的公共資金2400萬元。

## 背景
2022年11月26日，謝國樑於九合一選舉以96,784票、52.92%得票率勝於民主進步黨候選人蔡適應，當選第十九屆基隆市市長，並於同年12月25日就職。2023年9月，天下雜誌公布謝國樑的施政滿意度為五成九。
然而謝國樑當選之後，即因未達成其承諾政見及各種招標、活動引發爭議。例如：在選舉時曾宣稱當選後將贈與基隆市民五萬部與Gogoro同等級電動機車，最後變成僅補助不特定電動機車四萬元；染疫者發送一萬元現金，最後卻僅限中低收入戶；議會表決於國門廣場興建摩天輪；舉行超跑嘉年華等活動；飛灰處理預算增3億；博愛停車場招標簽約 20+10年等招標爭議。
基隆東岸商場爭議為罷免案之導火線，2016年，基隆市政府將基隆東岸廣場以OT模式（營運、移轉）交由大日開發公司經營，大日公司作為「二房東」再與服裝品牌NET簽約，並以減免租金方式協助NET興建2樓至4樓商場。2024年，基隆市政府重新公開招標，經評選後由微風集團得標取得經營權，同樣有投標的NET不滿審議結果向財政部提出異議，但遭到財政部駁回。
2024年1月31日，基隆市政府與大日公司的合約到期，市府依照契約第12條規定「如逾期未依本契約返還（移轉）、點交營運資產或撤離人員者，甲方得逕行收回土地、建築物及各項設備，乙方不得異議。」開始點交東岸商場，但NET主張擁有2到4樓建物產權，拒絕點交。由於點交期間，商場部分遭鎖起，市府使用警察破門，引發產權爭議而進行法律訴訟。截至2024年10月，法院與財政部皆駁回大日公司與NET的主張，東岸商場法律爭議基隆市政府已取得三連勝。
由於謝國樑曾經與微風廣場千金廖曉喬交往過，兩人於2006年分手，因此遭到部分網友與民進黨議員鄭文婷等質疑謝國樑圖利前女友家，並開始在網路上號召發動罷免。對此，謝國樑表示NET是占地慣犯，過去也曾租約到期卻拒搬，遭到台北市政府申請強制執行，因此會全力捍衛基隆市民財產。

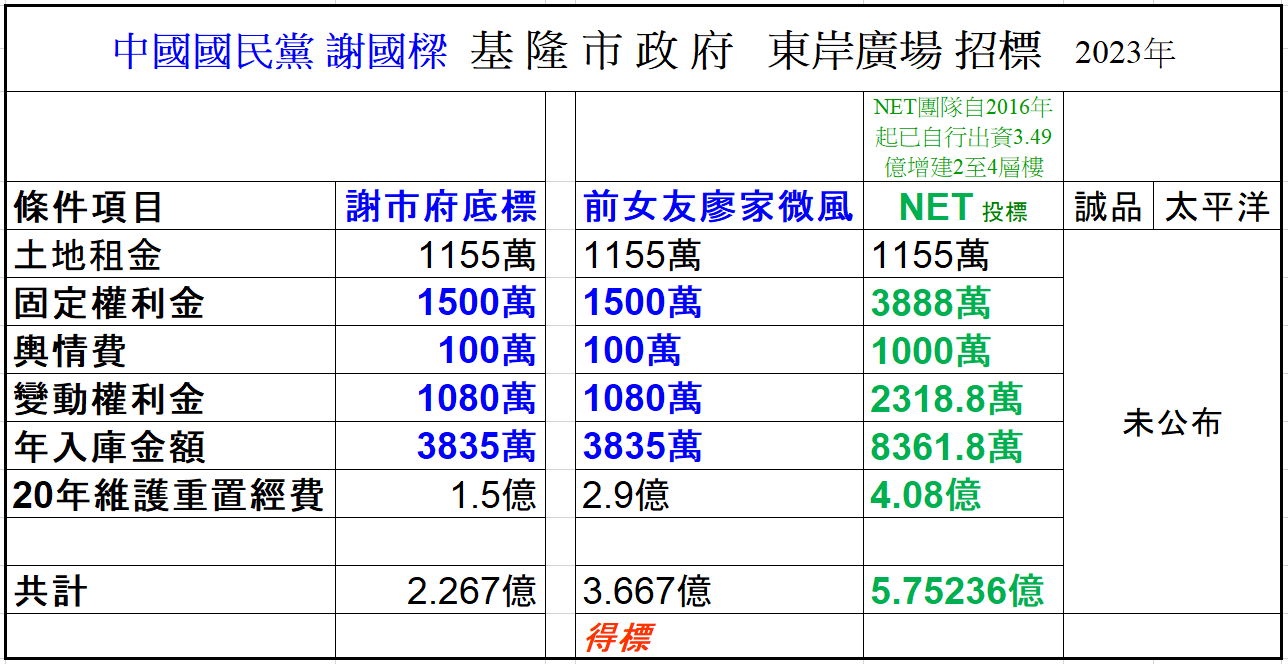
NET於2024.3.11公布謝國樑市政府東岸廣場招標

出於上述爭議，部分基隆民眾組織山海公民拆樑行動團體，訴求罷免謝國樑。2024年3月8日，該團體正式提出罷免程序，並於一周內即宣佈集齊第一階段連署所需的提議書。

## 罷免制度
依《公職人員選舉罷免法》規定，罷免第一階段為提議，提議人數應為原選舉區選舉人總數1%以上；罷免第二階段為連署，連署人數需原選舉區選舉人總數10%以上；而罷免第三階段為投票，若有效同意票數多於不同意票數，且同意票數達原選舉區選舉人總數四分之一以上即為通過。
據中華民國中央選舉委員會統計，基隆市選舉人人數為30萬7913人，故第一階段至少需3080人提議，第二階段需3萬792人連署，第三階段則需要7萬6979票。後因基隆人口增長，經重新計算後需要7萬7700票。
年滿20歲，在基隆市設籍超過4個月，且為中華民國國民者，可以參與罷免投票。根據《公職人員選舉罷免法》第九十條第一項，罷免投票的通過門檻必須同時符合以下兩條件：
1. 有效同意票數多於不同意票數。
2. 同意票數達原選舉區選舉人總數四分之一以上（77,700）[註 1]

## 罷免案日程

### 提議與連署
| 階段              | 日期          | 日程           |
| ----------------- | ------------- | -------------- |
| 第一階段 （提議） | 2024年3月8日  | 正式啟動       |
| 第一階段 （提議） | 2024年3月31日 | 截止收件       |
| 第一階段 （提議） | 2024年4月8日  | 送件連署書     |
| 第一階段 （提議） | 2024年5月4日  | 提議門檻通過   |
| 第二階段 （連署） | 2024年5月10日 | 舉行記者會     |
| 第二階段 （連署） | 2024年5月10日 | 前往中選會領表 |
| 第二階段 （連署） | 2024年5月11日 | 正式啟動       |
| 第二階段 （連署） | 2024年7月5日  | 送件連署書     |
| 第二階段 （連署） | 2024年7月8日  | 補件連署書     |
| 第二階段 （連署） | 2024年7月9日  | 查對連署人作業 |
| 第二階段 （連署） | 2024年7月16日 | 寄送查詢單     |
| 第二階段 （連署） | 2024年8月5日  | 公布查詢單件數 |
| 第二階段 （連署） | 2024年8月7日  | 連署書完成查對 |
| 第二階段 （連署） | 2024年8月14日 | 查詢單完成查對 |
| 第二階段 （連署） | 2024年8月16日 | 連署門檻通過   |

### 罷免投票時程
| 日期                            | 事項                          |
| ------------------------------- | ----------------------------- |
| 2024年8月16日                   | 罷免案成立                    |
| 2024年8月22日                   | 填寫意願調查表 （罷免說明會） |
| 2024年8月29日前                 | 被罷免人提出答辯書            |
| 2024年9月3日                    | 發布罷免公告                  |
| 2024年9月13日                   | 公布罷免投開票所地點          |
| 2024年9月23日                   | 投票人名冊編造完成            |
| 2024年9月23日                   | 投開票程序模擬演練            |
| 2024年9月25日 至 2024年9月27日  | 公開陳列 公告閱覽投票人名冊   |
| 2024年10月1日                   | 公告罷免投票人人數            |
| 2024年10月3日 至 2024年10月12日 | 罷免活動期間                  |
| 2024年10月7日                   | 公辦電視罷免說明會            |
| 2024年10月13日                  | 投票、開票                    |
| 2024年10月18日前                | 審定、公告罷免投票結果        |

## 連署結果
|                          | 個數       | ％         | 占選舉人數％ |
| ------------------------ | ---------- | ---------- | ------------ |
| 選舉人數                 | 307,913    | 100.00     | 100.00       |
| 第一階段罷免連署門檻人數 | 3,080      | 1.00       | 1.00         |
| 送件人數                 | 3,436      | 100        | 1.12         |
| 合格數                   | 3,116      | 90.7       | 1.02         |
| 不合格數                 | 320        | 9.3        | 0.10         |
| 第二階段罷免連署門檻人數 | 30,792     | 10.00      | 10.00        |
| 送件人數（原）           | 43,331     | 100        | 14.07        |
| 送件人數（重）           | 43,137     | 99.55      | 14.01        |
| 合格數                   | 36,909     | 85.17      | 11.99        |
| 不合格數                 | 6,228      | 14.37      | 2.02         |
| 結果                     | 罷免案成立 | 罷免案成立 | 罷免案成立   |

## 籌募資金
第一階段連署，多數由發起的團隊成員自行出資，但第二階段需要的經費龐大，因此該團隊展開募資活動，在嘖嘖網站推出多項贊助方案，包含明信片、貼紙、徽章、毛巾、衣服…各種印有活動標語物品，且已於2024年5月28日結束募得新台幣7,160,437元。

## 罷免理由與答辯書
中央選舉委員會於9月3日發布罷免公告，公佈罷免理由書及答辯書。

### 罷免理由書
1. 謝國樑市長違背誠信原則，選前多次於公開場合發表自身政見，當選後不但不落實，還不斷偷換概念。
2. 謝國樑市長身為法學碩士卻知法犯法，不顧台灣為一民主法治社會。
3. 市政僅憑謝國樑市長個人之意，未經過審慎規劃，只對基隆帶來傷害。
4. 謝國樑市長市政滿意度調查全國吊車尾，卻完全不見改進。
5. 謝國樑市長身為民選地方首長卻忽視民意，不願與市民溝通。

### 答辯書
1. 堅持守護東岸商場產權。
2. 加速汰換老舊大型公車，響應「2030公車電動化」目標。
3. 一步一腳印逐步推動落實「亞洲最有愛城市」。
4. 提升罷免案投票率才是真正體現民主的價值。

## 電視說明會
電視說明會原訂於2024年10月3日舉行，因颱風山陀兒侵台關係，延至10月7日19:00舉行，並由基隆市選舉委員會主辦，且由吉隆有線電視第4頻道協助轉播。
拆樑行動領銜人戴璟安表示，成立罷免案七大根本原因在於，謝國樑身為民選地方首長卻忽視民意，拒絕溝通、封鎖市民；違法亂紀，濫用公權力，隨意侵犯人民權益，成為「強盜罪」偵字案被告；違背誠信原則，開支票前未事先評估市府財政負擔，選前政見政策跳票不落實，還不斷偷換概念；民生需求放兩旁、貪玩享樂擺中間，幾乎在所有縣市調查評比排名都是倒數第一；濫用市民的納稅金已46億元，包括亂花1452萬廣鋪陽光下有毒性疑慮的塑膠草皮；標案不透明，大多數標案都是親近人士得標，中古公車上路3個多月就故障約百件，還出現罕見淹水，以及不願背負政治責任所致。「基隆人不需要這種沒有肩膀的市長！」

## 民意調查
| 民调机构                            | 日期             | 投票率 | 赞成                                | 反对             | 其他  | 样本量 | 误差   | 抽样设计 | 领先  |       |       |       |       |        |           |       |
| ----------------------------------- | ---------------- | ------ | ----------------------------------- | ---------------- | ----- | ------ | ------ | -------- | ----- | ----- | ----- | ----- | ----- | ------ | --------- | ----- |
| 民调机构                            | 日期             | 投票率 | 中國廣播公司 （页面存档备份，存于） | 2024年9月27-29日 | 80.3% | 样本量 | 误差   | 抽样设计 | 领先  | 22.3% | 45.2% | 12.9% | 1,079 | ±2.98% | 市话+手机 | 22.9% |
| 菱传媒 （页面存档备份，存于）       | 2024年9月23-27日 | 40-45% | 42.7%                               | 54.8%            | 2.5%  | 1,321  | ±2.70% | 网络     | 12.1% |       |       |       |       |        |           |       |
| TVBS （页面存档备份，存于）         | 2024年9月19-25日 | 74%    | 25%                                 | 40%              | 35%   | 1,012  | ±3.1%  | 电话     | 15%   |       |       |       |       |        |           |       |
| TVBS                                | 2024年8月2-9日   | 72%    | 25%                                 | 34%              | 41%   | 973    | ±3.1%  | 电话     | 7%    |       |       |       |       |        |           |       |
| 美丽岛电子报 （页面存档备份，存于） | 2024年7月29-30日 | 49.7%  | 39.9%                               | 49.3%            | 10.8% | 1,070  | ±3.0%  | 市话     | 9.4%  |       |       |       |       |        |           |       |

## 投票前反應

### 謝國樑市府
在第一階段提議通過後隔天，謝國樑於受訪時稱會做好市政工作。而針對未達成Gogoro相關政見，謝國樑稱即將推出新的電動機車方案，後於同年3月17日將電動車政策從原本的免費限量兩千台修改為不限量、3月份再度公佈「2.0方案」放寬青年限制至45歲、取消需公益服務條件、汰舊換新限制，遭市議員張之豪批評為「不青年、不公益也沒環保，純粹是政策買票」，5月7日罷免連署啓動前夕，謝市府再度推出「3.0方案」將於7月起不限廠牌包括 Gogoro 。7月20日，謝國樑提出罷免案將讓全體的基隆市民要付出近3千萬的代價，平均每人要多花約100元，呼啸罷免團體為市民的荷包設想。

### 中国国民党
臺北市市長蔣萬安、新北市市長侯友宜、桃園市市長張善政三人皆表示，不應將基隆市的法律問題政治化，浪費資源。基隆市議員俞叄發稱，罷免是有心人士操弄的惡鬥，希望能回歸市政討論。
中國國民黨基隆市黨部主委吳國勝表示，網路號召罷免謝國樑，黨部組織反制行動小組鎖定民進黨議長童子瑋，議員張之豪、鄭文婷、陳宜和張顥瀚發動罷免，活動全部由黨部發起，「如果你要罷免我的市長，我就罷免你的議員」。
2024年5月10日，謝國樑罷免第二階段開始前夕，中國國民黨立委許宇甄等提案修改「公職人員選舉罷免法」提高罷免門檻，期待在立法院會期中闖關，有機會適用於謝國樑罷免一案 ，5月31日，國民黨立院黨團日原本要在立法院院會提案，將該案自委員會抽出逕付二讀，不過最後又撤案。
國民黨主席朱立倫認為須積極應戰罷免，避免重蹈韓國瑜罷免案的覆轍，這也是國民黨首次正面迎戰罷免。黨內人士稱，至少需要號召8萬人投下反對票。
謝國樑則認為若是自己遭罷免，2025年將會引來針對國民黨立法委員的「大罷免潮」，而國民黨對此也做出意圖罷免之民進黨立委名單。
選前之夜，國民黨舉辦晚會聲援反罷免，黨主席朱立倫、台北市市長蔣萬安、新北市市長侯友宜、立法委員葉元之與洪孟楷皆出席，主辦方稱有2萬人到場。國民黨基隆市黨部預計動員約4000人到場，一名地方人士稱動員狀況不佳。

### 民主进步党
前基隆市市長，現任民主進步黨秘書長林右昌表示，相信基隆市市民眾心中都有一把尺，能做出自己的判斷，立法委員林俊憲則質疑謝市府在罷免程序第一階段門檻達標時同時放寬「免費青年電動機車」政策資格，是明目張膽的政策買票。
針對中國國民黨基隆市黨部主委吳國勝欲發動對民進黨市議員、議長的報復性罷免，民進黨基隆市議員許睿慈批評：「提出罷免議員的理由只是因為民進黨籍議員『經常表達意見』？」明顯是對議長童子瑋恩將仇報。
基隆市議員張顥瀚及鄭文婷在第二階段連署未期，提供自身服務處作為收受連署書的地點之一。

### 台湾民众党
台灣民眾黨主席柯文哲對此表示，在謝國樑施政當中的爭議為法律事件，應由法律管道去解決，不應當由政黨對立再使用罷免解決，且另外認為當初林右昌基隆市府執政時，有給予建照及使照，但完工後卻無產權登記，疑點很多。
立委黃國昌稱，自己不清楚罷免團體跟謝國樑的情形，但反對罷免，稱是對民進黨威權體制的反抗。

### 時代力量
時代力量黨主席王婉諭表示，有心人士為了鬥爭及政治利益將此次罷免視作藍綠的爭鬥。在全市大量鋪設人工草皮的政策，耗資超過1452萬元，真的符合市政需求嗎？動用二信員工助選、在台鐵車站反罷免，這些行為符合行政中立嗎？她認為謝國樑市政表現失格，自己若是基隆人將支持罷免。

### 罷韓四君子
2019至2020年間組織發動罷免時任高雄市長韓國瑜的台灣基進現任高雄市議員張博洋批評中國國民黨為了救謝國樑而提案提高罷免門檻是要剝奪臺灣人民的公民權利。罷免是對付不適任政治人物的武器，中國國民黨面對罷免案就想改變遊戲規則是對臺灣民主最大的藐視。基隆「拆樑行動」沒辦法申請設立政治獻金專戶，所以非常辛苦。
前高雄市政府文化局局長尹立則表示，冒險與無畏精神深植於高雄、基隆兩個港都，高雄因罷免韓國瑜而帶來自信與進步發展，相信同為港都的基隆也可以做到。
罷韓四君子在投票前一天到基隆市海洋廣場出席拆樑團體「守護基隆」活動表示，基隆並不是第一個投錯票選錯人的，高雄已經示範用直接民權修正錯誤。罷免韓國瑜後，高雄迅速成長，高雄做得到，基隆一定也做得到，希望基隆人勇敢的站出來找回光榮。

## 罷免案爭議

### 風傳媒錯誤消息
第一階段提議書送件後，因新舊版本不同需於領銜人簽名日期後方加補「造」字，中選會退回並請加刻「造」字章並補件即可，但遭風傳媒報導為「花蓮強震當天送件被退？」等質疑提議書造假、送件時機不當等內容，並引用「凌濤：恐有偽造文書、登載不實之嫌」之相關评论。

### 民主進步党介入质疑
联合报在2024年10月12日指出，罷免發展至今，民進黨虽對外說不介入，但從秘書長、前市長林右昌不斷猛攻謝國樑、民進黨9議員也站出來說明罷免理由，10月11日晚上沈伯洋站台支持罷免方活動，有意在最後關頭，將標榜公民團體自覺的行動再加溫，對抗「藍白合」，把綠營的基本盤催出來加大能量。

### 灌水疑慮
「山海公民拆樑行動」在第一階段提議書送出3,436份、合格分數為3,116份，合格率高達9成以上達標之後，卻遭到風傳媒爆料稱連署灌水，並質疑第一階段連署書之收件未達拆樑團體表示的「9,848份」。對此拆樑團體澄清，因法律規定第一階段提議人不得與第二階段連署人相同，故只送出接近門檻的數字，將其他超收的份數直接轉換到第二階段，不過由於兩階段格式不同，填寫過的民眾皆可再一次填寫第二階段。
民进党台北市議員許淑華表示消息來源來自基隆市選委會，罷免審查權在基隆市政府，謝國樑又是現任市長，爆出灌水是基隆市選委會，應尊重民主聲音，不該陰謀論。也呼應拆樑團體於第2階段連署開始時的呼籲，希望謝國樑停止網軍行動。基隆市政府發言人呂謦煒說，並無此事，勿以訛傳訛。

### 境外內容農場
根据Newtalk新闻报导，罷免連署書審查期間，有來自中国大陆、香港的臉書內容農場皆以相同文字、照片支持謝國樑。民进党基隆市議員張之豪質疑可能是謝陣營的文宣戰。

### 支持者與反對者違法行為
部分反對罷免者在網路上恐嚇槍殺支持罷免者、綁架兒童、潑灑汽油等，亦有反對罷免者散布罷免志工的個資。後經警方偵查，發現散布個資者為紀文荃，他曾獲中國國民黨提名參選基隆市議員但落選，隨後遭警方將其函送偵辦。謝國樑本人在信義市場拜票前受訪表示，距離投票只剩3天，這段時間最重要的是要遵守法律，罷免方和反罷免方不管再如何為自己的立場拉票，最重要底線就是要遵守法律。
投票結束後，國民黨亦召開記者會，反控支持罷免方登門對上述反對罷免者紀文荃家屬進行恐嚇，砲轟民進黨「選不贏就罷免，罷免不成就恐嚇；選不贏找青鳥，罷不成找黑道」

## 投票結果
|          |            | 個數    | ％     | 選舉人數％ |
| -------- | ---------- | ------- | ------ | ---------- |
| 選舉人數 | 選舉人數   | 310,797 | 100.00 | 100.00     |
| 門檻票數 | 門檻票數   | 77,700  | 25.00  | 25.00      |
|          | 同意票數   | 69,934  | 44.84  | 22.50      |
|          | 不同意票數 | 86,014  | 55.16  | 27.68      |
| 有效票數 | 有效票數   | 155,948 | 99.47  | 50.18      |
| 無效票數 | 無效票數   | 828     | 0.53   | 0.27       |
| 總投票數 | 總投票數   | 156,776 | 100.00 | 50.44      |
| 結果     | 結果       | 不通過  | 不通過 | 不通過     |

### 選舉區內行政區投票結果
投票率50.44%，不同意票達55.16%，本案被否決。
| 行政區                                    | 選舉人數 | 同意票數 | 選舉人數(％) | 與選舉人數25％差距 | 有效票數(％) | 不同意票數 | 與同意票數差距 | 有效票數(％) | 有效票數 | 無效票數 | 總投票數 | 投票百分率 |
| ----------------------------------------- | -------- | -------- | ------------ | ------------------ | ------------ | ---------- | -------------- | ------------ | -------- | -------- | -------- | ---------- |
| 中正區                                    | 44,710   | 9,471    | 21.18%       | 1,707              | 44.18％      | 11,964     | +2,493         | 55.82％      | 21,435   | 124      | 21,559   | 48.22％    |
| 七堵區                                    | 45,002   | 9,873    | 21.94%       | 1,378              | 46.87％      | 11,192     | +1,319         | 53.13％      | 21,065   | 119      | 21,184   | 47.07％    |
| 暖暖區                                    | 32,836   | 7,197    | 21.92%       | 1,012              | 44.26％      | 9,065      | +1,868         | 55.74％      | 16,262   | 80       | 16,342   | 49.77％    |
| 仁愛區                                    | 33,702   | 8,280    | 24.57%       | 146                | 47.22％      | 9,254      | +974           | 52.78％      | 17,534   | 106      | 17,640   | 52.34％    |
| 中山區                                    | 40,141   | 9,119    | 22.72%       | 917                | 44.97％      | 11,157     | +2,038         | 55.03％      | 20,276   | 118      | 20,394   | 50.81％    |
| 安樂區                                    | 68,307   | 15,957   | 23.36%       | 1,120              | 45.02％      | 19,489     | +3,532         | 54.98％      | 35,446   | 162      | 35,608   | 52.13％    |
| 信義區                                    | 46,099   | 10,037   | 21.77%       | 1,488              | 41.94％      | 13,893     | +3,856         | 56.12％      | 23,930   | 119      | 24,049   | 52.17％    |
| 總計                                      | 310,797  | 69,934   | 22.50%       | 7,766              | 44.84％      | 86,014     | +16,080        | 55.16％      | 155,948  | 828      | 156,676  | 50.44％    |
| 註： - 得票數據以中央選舉委員會公佈為準。 |          |          |              |                    |              |            |                |              |          |          |          |            |

## 後續反應
謝國樑在開票後表示感謝自己的信仰、全體基隆市民、國民黨的黨友們，其中他又表示將來會邀罷免團體來市府深入座談，未來將更謙卑施政。2024年12月，謝國樑以「與市民對話」名義，邀請罷樑團體代表面談市政缺失，但罷樑方僅有戴璟安一人出席。